# Гострянка довгоколючкова
Гострянка довгоколючкова, ценхруст малоквітковий (Cenchrus longispinus) — вид рослин із родини злакових (Poaceae), зростає у Північній Америці.

## Опис
Це однорічна трава. Стебла колінчасто-висхідні або лежачі, 10–90 см. Листкові піхви кілюваті, зовнішній край волосистий. Листові пластини плоскі, 6.3–18.7 см × 3–7.2 мм, голі або волосисті. Суцвіття — волоть лінійна, щільна (міжвузля 2–5 мм), 4.1–10.2 × 1.2–2.2 см. Колоски 4–7 мм довжиною, 2-квіткові, з нижнім недорозвиненим тичинковими квітками. Колоскових лусок 2, вони жорстко запушені, здерев'янілі; квіткові луски двостатевих квіток після цвітіння дерев'яніють.
У колоску два типи насінин — одні проростають на наступний рік, а інші через 5 років.

## Поширення
Зростає у Північній Америці: Канада (Квебек, Онтаріо, Британська Колумбія), США, Мексика; натуралізований та інтродуктований у Південній Америці, Марокко, Європі, західній Азії, Австралії.
В Україні як заносний на приморських пісках, і супіщаних ґрунтах, на виноградниках — на півдні Степу, дуже рідко. З'явився вперше на Херсонщині у 1950 роках. Натуралізований у Криму.

## Галерея

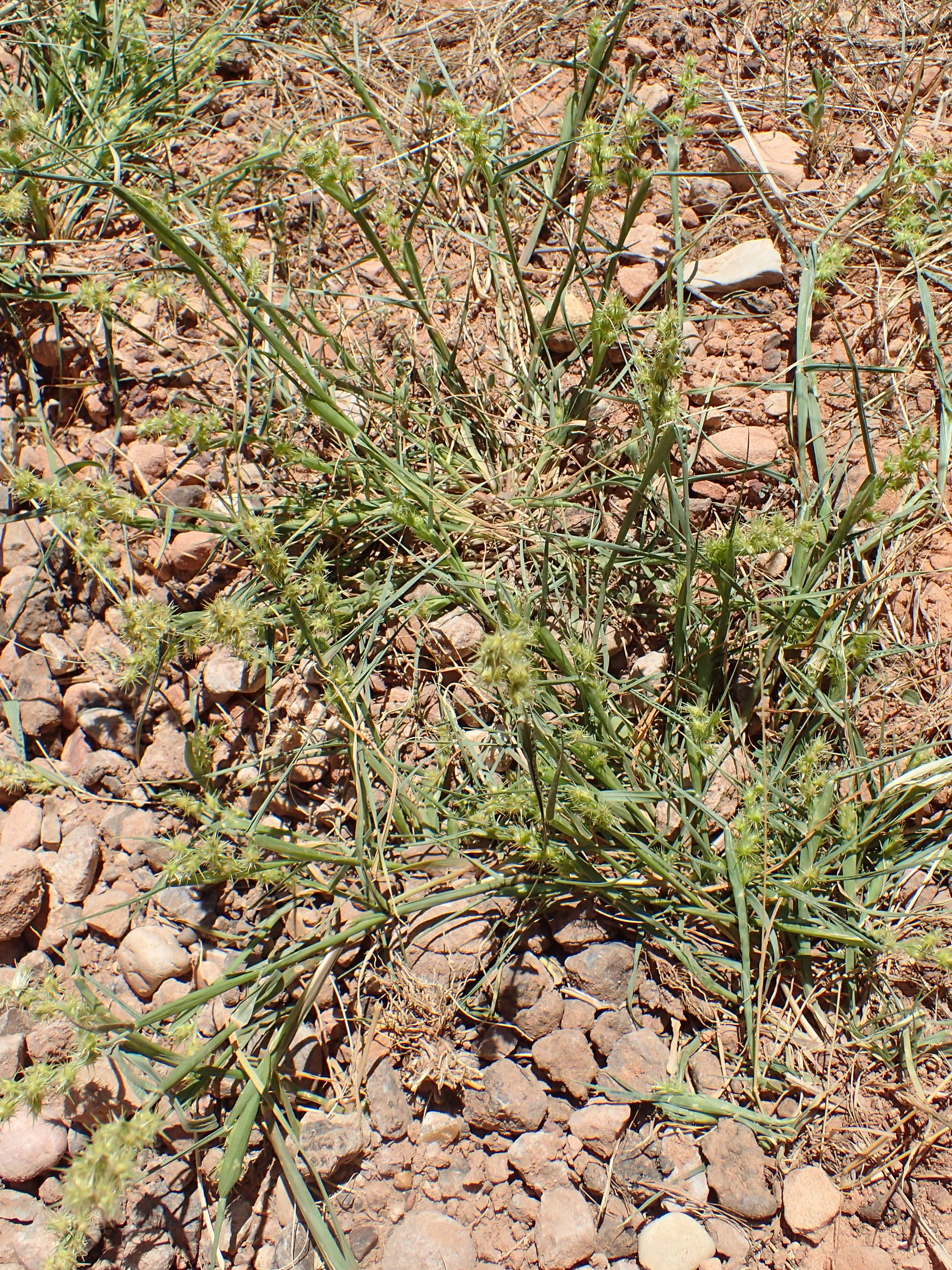
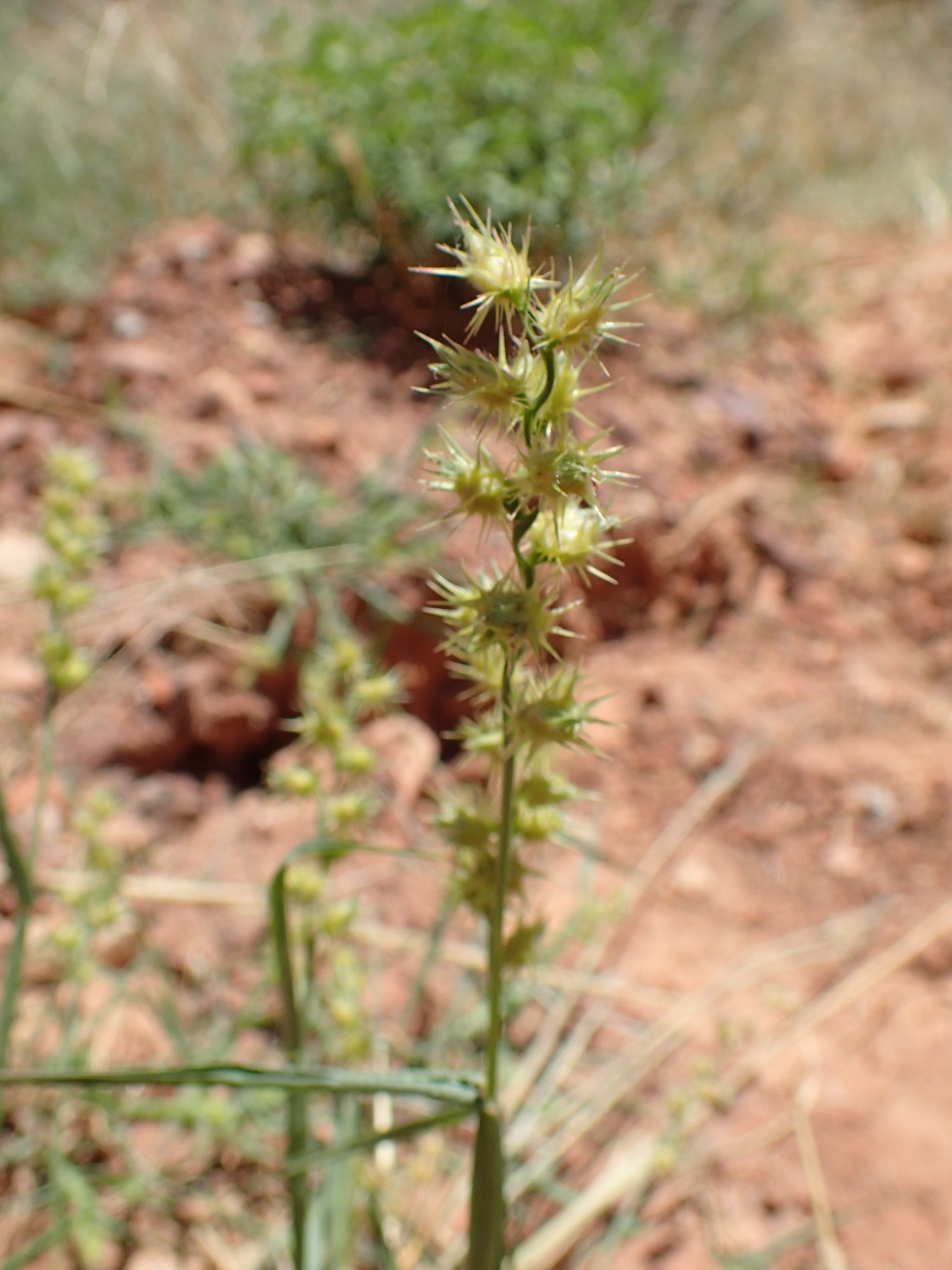